# Municipio de Moore (Dakota del Norte)
El municipio de Moore (en inglés: Moore Township) es un municipio ubicado en el condado de Ransom en el estado estadounidense de Dakota del Norte. En el año 2010 tenía una población de 93 habitantes y una densidad poblacional de 1,01 personas por km².

## Geografía
El municipio de Moore se encuentra ubicado en las coordenadas 46°35′13″N 97°43′15″O / 46.58694, -97.72083. Según la Oficina del Censo de los Estados Unidos, el municipio tiene una superficie total de 92.49 km², de la cual 92,49 km² corresponden a tierra firme y (0 %) 0 km² es agua.

## Demografía
Según el censo de 2010, había 93 personas residiendo en el municipio de Moore. La densidad de población era de 1,01 hab./km². De los 93 habitantes, el municipio de Moore estaba compuesto por el 100 % blancos. Del total de la población el 0 % eran hispanos o latinos de cualquier raza.